# جبريل لونغ
جبريل لونغ (بالإنجليزية: Gabriel Long)‏ هو ضابط أمريكي، ولد في 1751 في مقاطعة كلبيبر في الولايات المتحدة، وتوفي في 3 فبراير 1827 في كنتاكي في الولايات المتحدة.